# وقواق الزمرد الآسيوي
وقواق الزمرد الآسيوي (الاسم العلمي: Chrysococcyx maculatus) (بالإنجليزية: Asian Emerald Cuckoo)‏ هو نوع من الطيور يتبع جنس الوقواق البرونزي من فصيلة طيور الوقواق.